# Vigna spectabilis
Vigna spectabilis là một loài thực vật có hoa trong họ Đậu. Loài này được (Standl.) A.Delgado miêu tả khoa học đầu tiên.